# Тескоко (озеро)

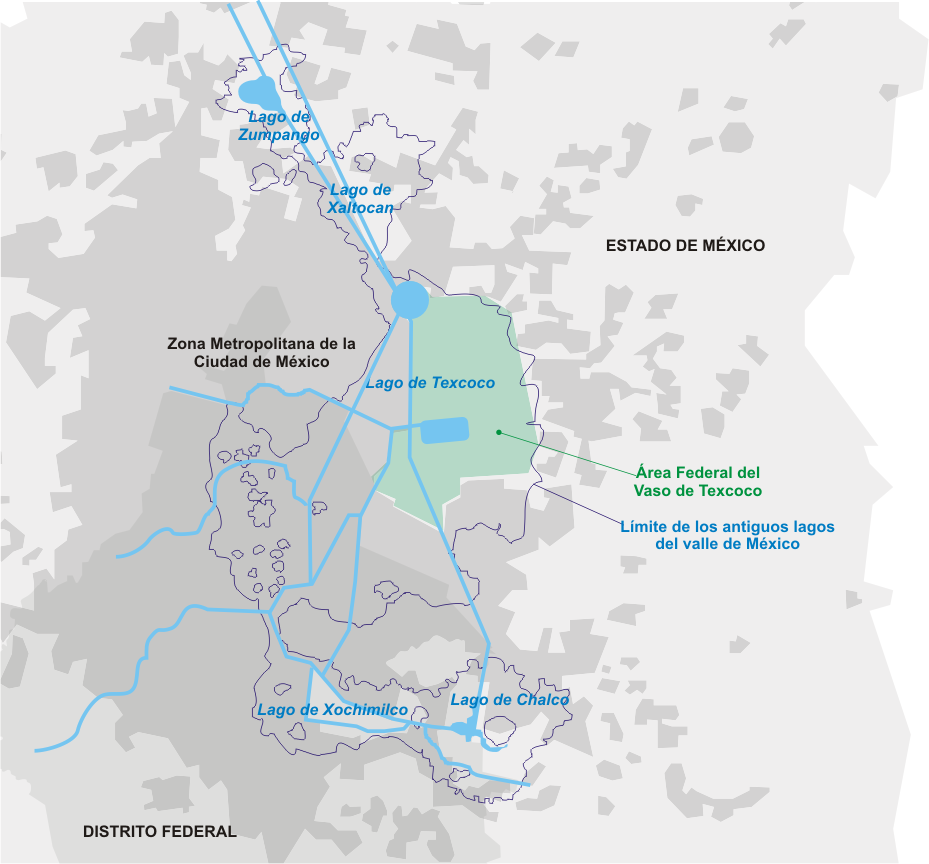
Контуры бывших озёр в долине Мехико (Тескоко — самое крупное) и осушившие его каналы на фоне схемы современной городской застройки

Тескоко (исп. Lago de Texcoco) — бессточное озеро в Мексике, располагавшееся на высоте 2239 м. Находилось на месте столицы страны Мехико и её восточных пригородов.
В 1325 году племя теночков основало на озере город Теночтитлан, позже ставший одним из центров империи ацтеков.
После испанского завоевания большая часть озера была осушена, будучи спущена через реку Пануко. В настоящее время почти вся бывшая акватория озера находится в пределах столицы Мексики города Мехико.